# María Fernanda Espinosa
María Fernanda Espinosa Garcés (Salamanca, 7 de setembro de 1964) é uma política e diplomata equatoriana. Ela foi a Presidente da Assembleia Geral das Nações Unidas na 73ª sessão de 2018 a 2019. Ela serviu como Ministra das Relações Exteriores no governo do presidente Lenín Moreno de maio de 2017 a junho de 2018. Ela também ocupou vários outros cargos ministeriais antes, inclusive como Ministra da Defesa Nacional de 28 de novembro de 2012 a 23 de setembro de 2014. Ela serviu como Representante Permanente do Equador junto às Nações Unidas, em Genebra, de 2008 a 2009, e novamente de outubro de 2014 a maio de 2017. Além da carreira política, ela também é poetisa e ensaísta.

## Vida pessoal
María Fernanda Espinosa nasceu em 7 de setembro de 1964, em Salamanca, na Espanha, durante uma estada de seus pais na cidade. Ela é fluente em francês e inglês e possui conhecimentos práticos de português. Ela tem interesses em poesia e ecologia. Ela estudou no Lycée La Condamine, na França, e se formou no início dos anos 1980.

## Educação
María Fernanda possui mestrado em Ciências Sociais e Estudos Amazônicos. Ela também possui pós-graduação em Antropologia e Ciência Política, pela Facultad Latinoamericano de Ciencias Sociales, de Quito, e licenciatura em Linguística Aplicada, pela Pontifícia Universidade Católica do Equador. Entre 1994 e 1997, realizou estudos de doutorado em Geografia na Rutgers University, mas não concluiu sua Tese de doutorado.
Além disso, como poetisa, ganhou o "Primeiro Nacional de Poesia do Equador" em 1990.

## Carreira política
Sob o presidente Rafael Correa, María Fernanda Espinosa foi Ministra das Relações Exteriores, Comércio e Integração de janeiro de 2007 a dezembro de 2007. Ela foi então Conselheira Especial do Presidente da Assembleia Constituinte, Alberto Acosta, de dezembro de 2007 a fevereiro de 2008, antes de ser nomeada Representante Permanente do Equador nas Nações Unidas. Ela apresentou suas credenciais como Representante Permanente em 7 de março de 2008. De outubro de 2009 a novembro de 2012, foi Ministra do Patrimônio Natural e Cultural, onde liderou a Iniciativa Yasuní-ITT.
Em novembro de 2012, assumiu o cargo de Ministra da Defesa Nacional, quando o Ministro em exercício Miguel Carvajal deixou o cargo para concorrer às eleições para a Assembleia Nacional de 2013. É a terceira mulher a chefiar o Ministério da Defesa Nacional, depois de Guadalupe Larriva e Lorena Escudero. Em março de 2013, surgiu alguma controvérsia depois de o canal de televisão Ecuavisa ter relatado que havia agitação entre os militares em relação à promoção de certos coronéis a generais. O Presidente Rafael Correa ordenou que María Fernanda Espinosa tomasse medidas legais contra a Ecuavisa, dizendo que a informação que possuíam era falsa. Em 18 de Março de 2013, a Ecuavisa pediu desculpas e confirmou que os procedimentos básicos de verificação não tinham sido seguidos. Ela renunciou ao cargo de Ministra em 23 de setembro de 2014.
María Fernanda Espinosa representou o Equador em processos de negociação internacional sobre desenvolvimento sustentável, direitos de propriedade intelectual, povos indígenas, biodiversidade e mudanças climáticas. Atuou como negociadora principal da Conferência das Nações Unidas sobre Desenvolvimento Sustentável (Rio+20) e das Conferências das Partes sobre Mudanças Climáticas das Nações Unidas em Copenhaguen (COP 15), Cancún (COP 16), Paris (COP 21) e Bona (COP 23), onde liderou a posição comum dos 34 membros da Comunidade dos Estados Latino-Americanos e Caribenhos (CELAC).
Em outubro de 2014, María Fernanda foi nomeada Representante Permanente do Equador junto às Nações Unidas em Genebra. Ela sucedeu Luis Gallegos. Na qualidade de Representante Permanente, ela defendeu o caso de Julian Assange numa discussão sobre detenção arbitrária em setembro de 2016.
Em 24 de maio de 2017, foi nomeada Ministro das Relações Exteriores do governo do presidente Lenín Moreno.
Em 5 de junho de 2018, foi eleita a quarta mulher presidente da Assembleia Geral das Nações Unidas e a primeira mulher da América Latina e do Caribe a presidir este órgão, desde a sua fundação em 1945.
Um total de 128 estados membros, dos 193 que compõem as Nações Unidas, votaram a favor da candidatura de María Fernanda Espinosa, que concorreu ao cargo contra a representante permanente de Honduras nas Nações Unidas, Mary Elizabeth Flores.
Durante o seu mandato como 73ª Presidente da Assembleia Geral das Nações Unidas, María Fernanda convocou um grupo de mulheres líderes para promover a sensibilização e o compromisso internacional para impulsionar a participação política das mulheres. Ela realizou vários eventos de alto nível sobre o empoderamento das mulheres e a participação política e reuniu mulheres Chefes de Estado e de Governo e outras figuras femininas importantes para fazer avançar a agenda da igualdade de gênero. Durante a sua presidência, coordenou a adoção da Declaração das Nações Unidas sobre os Direitos dos Camponeses em novembro de 2018, do Pacto Global sobre Refugiados e do Pacto Global para uma Migração Segura, Ordenada e Regular em dezembro de 2018.
María Fernanda lançou o Ano Internacional das Línguas Indígenas em fevereiro de 2019 e liderou o evento de alto nível sobre cultura e desenvolvimento sustentável em maio de 2019.
Como presidente da Assembleia Geral das Nações Unidas, promoveu uma campanha mundial contra a utilização de plásticos descartáveis e conseguiu a eliminação completa dos plásticos descartáveis nas sedes das Nações Unidas em Nova Iorque e Genebra.
Em 2020, María Fernanda Espinosa foi nomeada pelos chefes de governo de Antígua e Barbuda e São Vicente e Granadinas para o cargo de secretária-geral da Organização dos Estados Americanos (OEA). Ela concorreu contra o titular Luis Almagro, indicado pela Colômbia. Almagro obteve a recondução com 23 votos contra 10 nas eleições realizadas em 20 de março daquele ano. Seu país natal, o Equador, não apoiou sua candidatura.
Antes de iniciar sua carreira política e diplomática, María Fernanda Espinosa foi Professora Associada e Pesquisadora na Faculdade Latino-Americana de Ciências Sociais FLACSO, onde criou e coordenou o Programa de Estudos Socioambientais. Ela atuou como consultora em biodiversidade, mudanças climáticas e políticas para povos indígenas (1999-2005), e posteriormente como diretora regional para a América do Sul da União Internacional para a Conservação da Natureza UICN (2005-2007).

## Outras atividades
- Campeões Internacionais de Género (IGC), Membro[31]
- Conselho Mundial do Futuro, Membro[32]
- Academia Mundial de Arte e Ciência, Fellow[33]
- Academia Bosc, Fellow[34][35]
- Comissão Lancet COVID-19, Comissária[36]
- Conselho Consultivo de Alto Nível da Aliança das Civilizações das Nações Unidas, UNAOC, Membro.
- Comitê Diretor Multissetorial do Fórum Geração Igualdade, Membro[37]
- Comitê Diretor Multissetorial do Beijing +25, Membro[37]
- Painel Consultivo Político do Movimento Cobertura Universal de Saúde 2030, UHC2030, Membro[38]
- Grupo de Mulheres Líderes pela Mudança e Inclusão, GWL, Membro. Liaison com as Nações Unidas[39]
- Comitê Estratégico do Painel Científico da SDSN para a Amazônia, SPA, Membro[40]
- Painel Consultivo sobre Segurança Humana do Relatório de Desenvolvimento Humano do PNUD, Membro[41]
- Centro de Estudos da ONU da Universidade de Buckingham, Membro fundador[42]

- Embaixadora da Boa Vontade do Fundo Latino-Americano e do Caribe para o Desenvolvimento dos Povos Indígenas, FILAC, e da Casa Comum da Humanidade.[43][44][45][46]

## Prêmios e honras
- 2020 - Celebração de Liderança Feminina do Festival de Cinema de Sundance de 2020.[47] O 7º evento anual, organizado pelo Zions Bank, em janeiro de 2020.
- 2019 - Prêmio Internacional de Reabilitação, por Conquistas Extraordinárias em Inovação, “pelo seu trabalho inovador na promoção dos direitos das pessoas com deficiência a nível mundial”.[48]
- 2019 - 100 mulheres mais inspiradoras e influentes de todo o mundo em 2019.
- 2014 - Medalha de Mérito Atahualpa, classe Gran Cruz, entregue pelas Forças Armadas do Equador.
- 2007 - Ordem “El Sol del Perú” (A Ordem do Sol do Peru), classe Gran Cruz.